# Tihany
Tihany (česky Tichoň)[zdroj?] je maďarská obec v župě Veszprém v okrese Balatonfüred. Žije zde 1393 obyvatel.

## Poloha
Tihany leží na stejnojmenném poloostrově, blízko severního břehu Balatonu. Blízkými sídly jsou obec Aszófő a město Balatonfüred. Poblíž leží dvě malá jezera: Külső-tó a přímo v sousedství obce Belső-tó.

## Historie

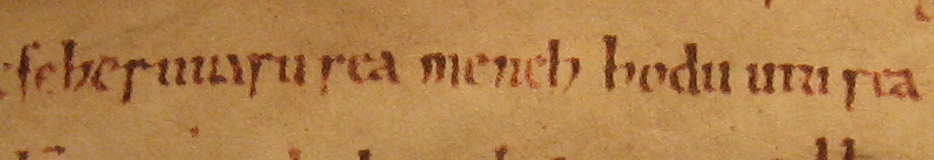
Část zakládací listiny Tihanyského opatství s textem v maďarštině

Archeologické nálezy dokazují osídlení již v pravěku. Lidé toto místo obývali i v době bronzové a železné, stejně jako v období starověkého Říma. 
Dnešní sídlo má původ v raném středověku. V roce 1055 založil maďarský král Ondřej I. benediktinské opatství s kostelem sv. Aniána a Panny Marie na ostrově (nyní poloostrově Tihány v Blatenském jezeře. Zasvěcení francouzskému světci Aniánovi z Orleansudokládá orientaci krále na Francii. Zakládací listina, psaná latinsky, je zároveň první písemnou památkou, obsahující několik maďarských slov. Král listinu osobně parafoval a zpečetil a určil opatství za místo svého pohřbu. V kryptě Benediktinského kláštera je králova hrobka, v níž byl pochován i se svým mladším synem Davidem. V letech 1241-1242 se klášter ubránil mongolskému vpádu protože byl dobře opevněn. Jde o jediné pohřebiště uherských králů, které přežilo útoky během tureckých válek. Klášter byl během válek s Turky přestavěn na pevnost. Kostel byl přestavěn do barokního stylu po polovině 18. století (v roce 1754). Při úpravách krypty v roce 1889 byla nalezena původní náhrobní deska krále Ondřeje I. z roku 1060 bez nápisu, s motivem kříže a tordované žerdi. V roce 1921 byl kostel krátce místem internace posledního habsburského císaře Karla I.

## Současnost
V klášterní budově je dnes muzeum o historii opatství a Balatonu. Opatství samo je turistickou atrakcí pro svůj historický a umělecký význam. Z místa je také jeden z nejkrásnějších výhledů na Balaton.
Obyvatelé obce mají nejvyšší příjem na hlavu v celém Maďarsku a také nejvyšší ceny nemovitostí.
 K dřívějším zajímavostem místa patřila tihanyská ozvěna, která se však ztratila po zastavění údolí mezi opatstvím a blízkou horou. V současnosti je stále ještě do jisté míry slyšitelná v zimě.

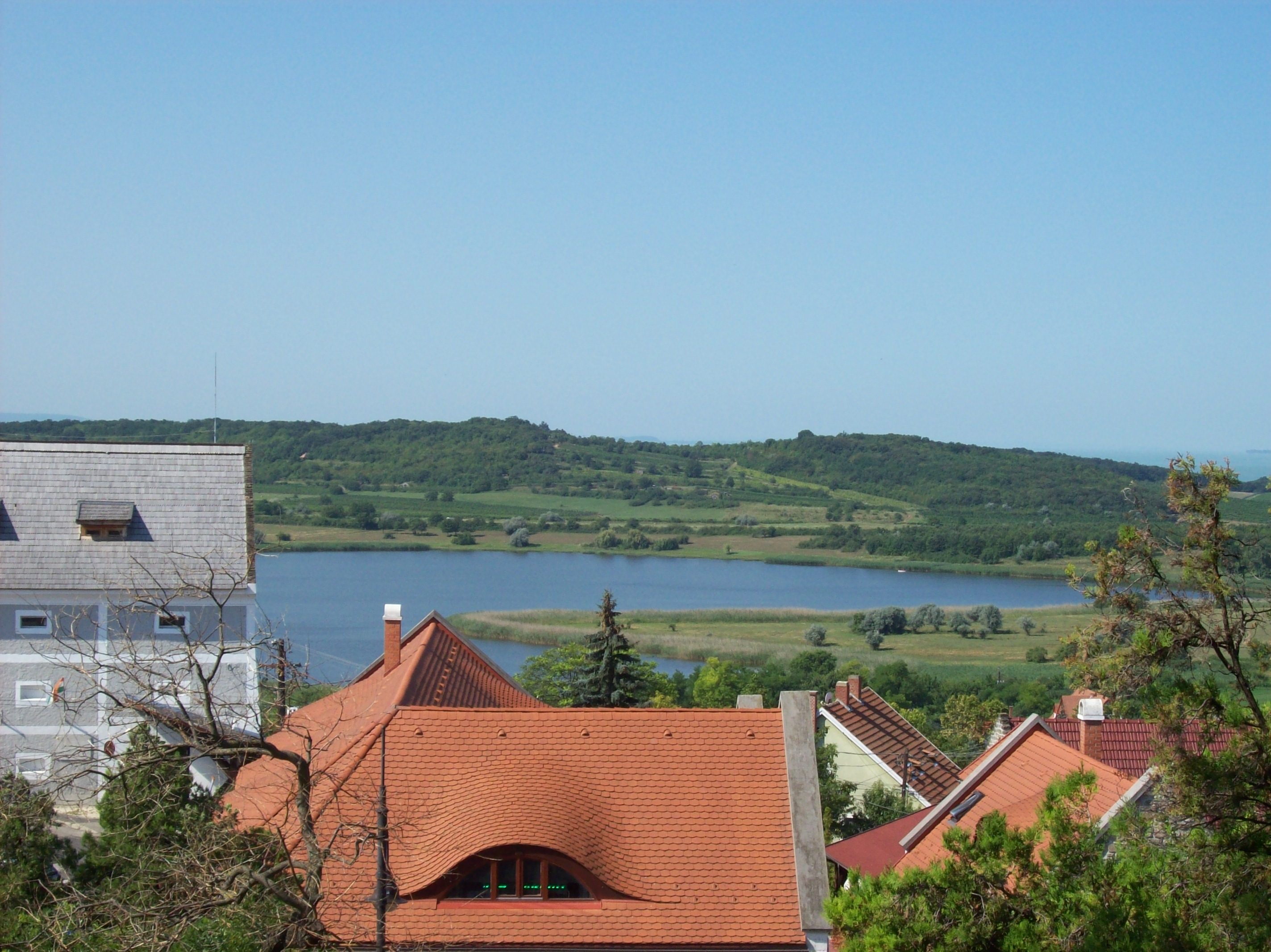
Jezero Belső-tó v sousedství obce
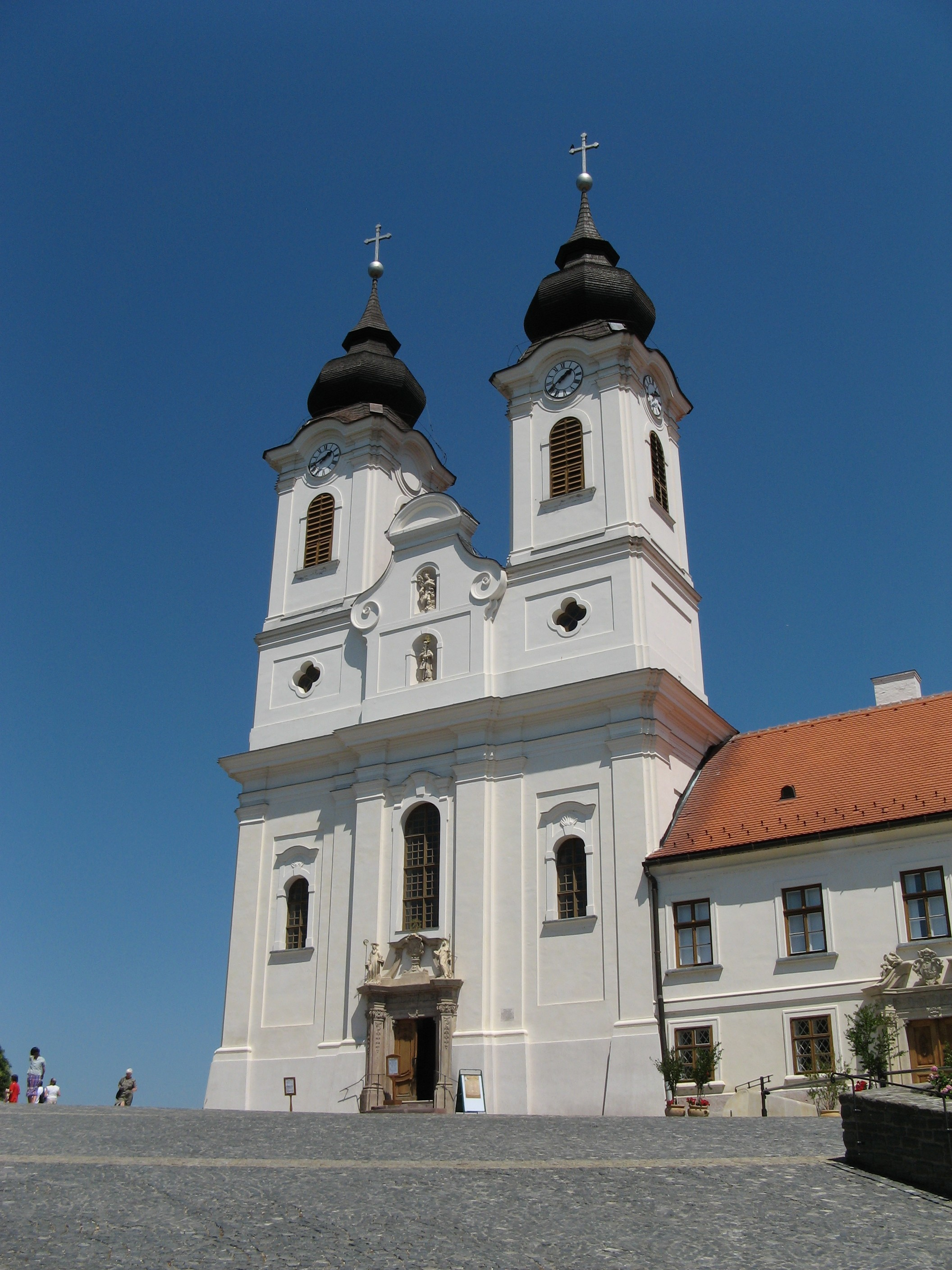
Benediktinský klášter
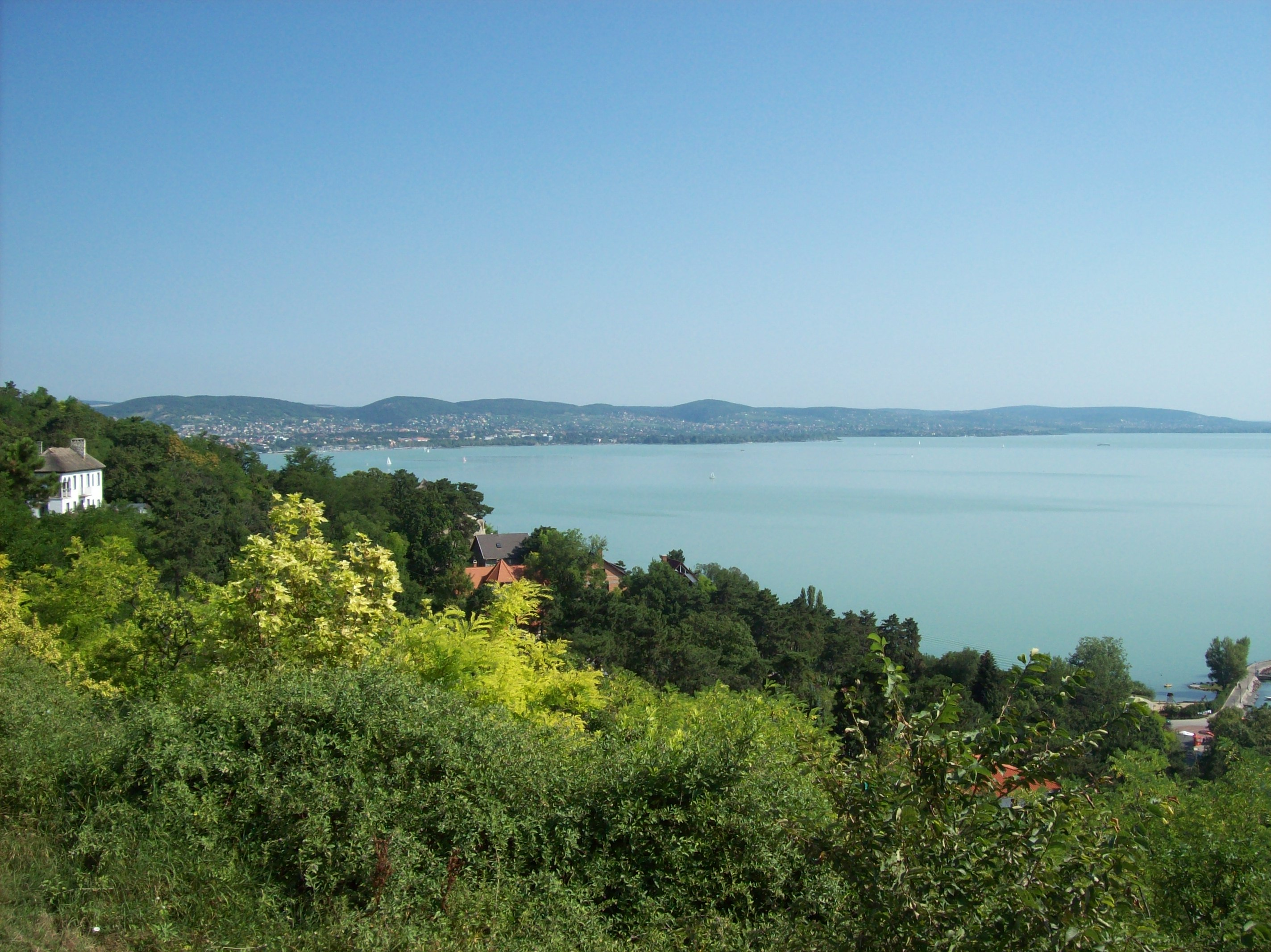
Pohled na Balaton od Benediktinského kláštera

## Doprava
Místem prochází hlavní silnice č. 71 a železnice. Spojení s jižním břehem Balatonu zajišťuje trajektová linka Tihany-Szántód.

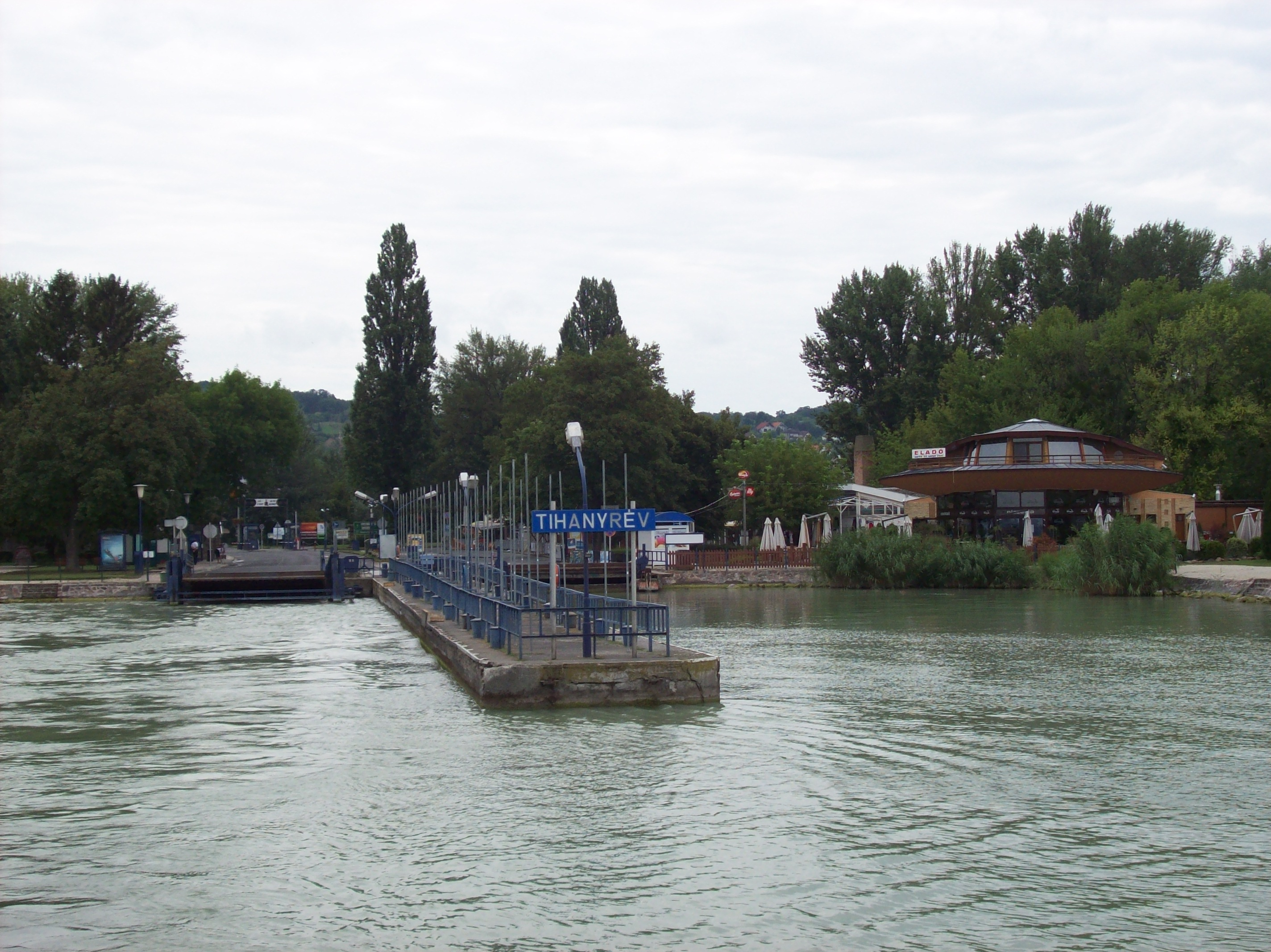
Přístaviště trajektu
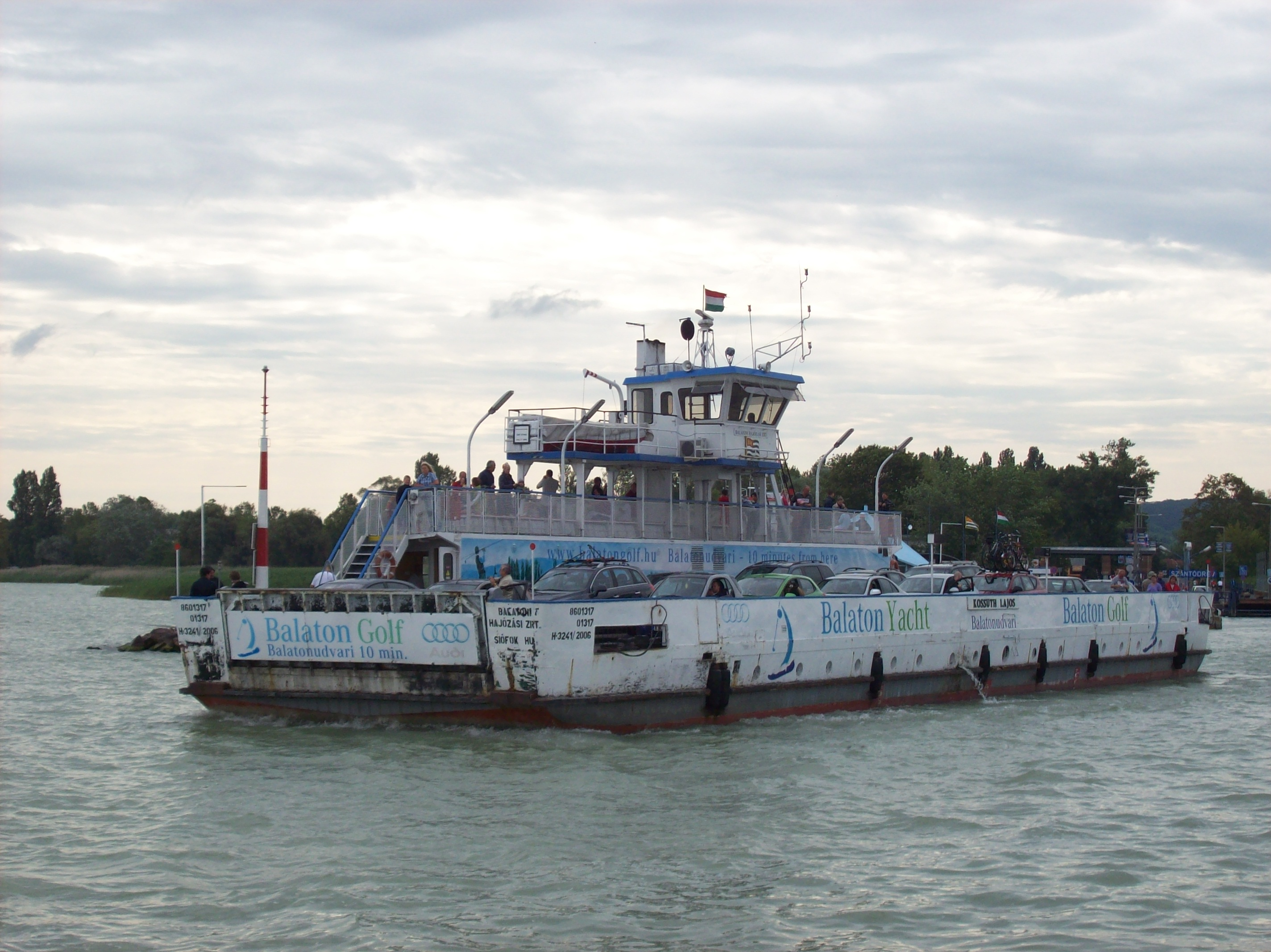
Trajekt Tihany-Szántód